# Gornji Slaveči
Gornji Slaveči (mađarski: Felsőcsalogány, prekomurski: Gorenji Slaveči ili Zgornji Slaveči, njemački: Ober Slabitsch) je naselje u slovenskoj Općini Kuzma. Gornji Slaveči se nalaze u pokrajini Prekmurju i statističkoj regiji Pomurju. 

## Stanovništvo
Prema popisu stanovništva iz 2002. godine naselje je imalo 482 stanovnika.